# 诺伊多夫 (萨克森-安哈尔特州)
诺伊多夫（德語：Neudorf，發音：[ˈnɔʏdɔʁf]）是德国萨克森-安哈尔特州哈茨县曾经的一个市镇，面积14平方千米，2012年7月4日人口为673人。2010年1月1日，诺伊多夫与另外6个市镇并入市镇哈茨格罗德。